# Actinochaetopteryx setifacies
Actinochaetopteryx setifacies är en tvåvingeart som beskrevs av Hiroshi Shima 1988. Actinochaetopteryx setifacies ingår i släktet Actinochaetopteryx och familjen parasitflugor. Inga underarter finns listade i Catalogue of Life.